# 紀夏井
紀 夏井（き の なつい）は、平安時代初期から前期にかけての貴族。大納言・紀古佐美の曾孫。美濃守・紀善峯の三男。官位は従五位上・右中弁。

## 経歴
承和年間の初め、隷書を得意としていたことから、授文堂で書を学ぶよう命ぜられ小野篁に師事する。
のち、文徳天皇に見いだされ、嘉祥3年（850年）少内記に抜擢される。六位蔵人・大内記を経て、斉衡2年（855年）従五位下・右少弁に叙任される。この頃、忠実に仕えながらも清貧で家も持っていなかった夏井を憐れんで、天皇は1軒の家を夏井に与えたという。斉衡4年（857年）には従五位上・右中弁と、天皇の側近として順調に昇進する。夏井は天皇の意志を忠直にしっかり把握する一方で、時には正し諫めることもあった。加えて、聡明鋭敏で、物事を処理するにあたって滞ることがなかった。夏井の働きぶりに天皇の信頼は篤く、重用されて内外の重要な政務を助けたという。
天安2年（858年）文徳天皇が崩御し清和天皇が即位すると、讃岐守に転任し地方官として赴任する。任国では善政を施し、官人や民は満足し、治安も行き届いた状態であった。4年間の任期を終えるも、百姓等の懇望により、さらに2年間讃岐守の任に留まる。人々は富み栄え倉庫への食料の備蓄も十分になったため、任国内に新たに40棟の大蔵を建て、籾を納めて万一のための備えとした。
貞観7年（865年）には肥後守に任じ、ここでも領民に慕われた。しかし、貞観8年（866年）に応天門の変が起こり、異母弟・豊城が共謀者の一人として逮捕されると、夏井もこれに連座、肥後守の官職を解かれて土佐国への流罪となった。土佐国へ護送中、肥後国の百姓等は父母を失うがごとく嘆いて夏井の肥後国外への移送を拒もうとしたり、讃岐国の百姓等は讃岐国内から土佐国の境まで夏井に付き随い別れを惜しんだという。夏井自身も、自らが変に全く関与していないにもかかわらず連座し、首謀者とされた伴善男と同じ流罪となったことを密かに嘆いたという。なお、中央・地方を問わず人望のあった夏井の失脚は、武内宿禰以来の名家である紀氏の政界における没落を決定的なものとした。この事件の後、同氏は宗教界や歌壇において活躍する氏族となっていく。
数年後母が死去したが、夏井は草堂を建立して亡骸を安置し、母が生きているときと同じように朝晩の礼を欠かさなかった。以前から仏教への信仰心は篤かったが、3年間の喪が明けるまで毎日、この草堂の前で大般若心経50巻を唱えたという。その後の動静は伝わらないが、配所で没したとされる。

## 人物
容姿は大雑把でおおらかであり、身長は6尺3寸（約190cm）の大男であった。性格は温和で思いやりがあり、清貧で無欲であった。讃岐守の任期を終えて帰京する際、人々は別れを惜しんで多くの物品を贈ろうとしたが、夏井は決して受け取らなかった。さらに帰京後も多くの物が送られてきたが、紙と筆のみを残し他はことごとく返送したという。
書道に優れ、師事していた小野篁から「真書（楷書）の聖」と激賞されている。医薬の道にも通じ、土佐国へ配流の後には、山沢で薬草を採取し調合して人々に施したが、効き目が非常に優れていた。ある時、中風により髪を振り乱して狂い走る者がいたため、夏井が一匙の散薬を与え服用させたところ、たちどころに癒えてしまったという。
雑芸にも通じ、特に囲碁を得意とした。10歳代前半の頃、碁師として延暦の遣唐使に随行した伴少勝雄に囲碁を習うが、1、2年ほどの間にほとんど少勝雄を越えるほどの腕前にまで上達した。また、射覆（易経を使った当てもの遊戯）も得意であり、文徳天皇が蔵鉤（小石を掌中に掴み、石の数あるいは石をどの手に掴んでいるかを当てる遊戯）の遊びをした際に、こっそり夏井に占わせたところ見事に的中させたという。

## 逸話
文徳天皇が即位後に夏井を召したが、夏井は貧しく身なりは粗末でみすぼらしいものであったため、左右の近臣は嘲笑した。天皇は嘲笑した者に対して、これは疲駿（食足らずして疲弊した千里の駒）というものだ、どうして笑うべきであろうか、と言い、小内記に抜擢するなど、その後夏井を寵遇したという。
肥後守に任ぜられた際、夏井の母は号泣した。理由を尋ねると、肥後の風俗を聞くところによると、清廉な国司はその任を全うできないという、我が子は全うできないに違いない、と答えたという。母の心配通り、夏井は応天門の変に連座して任期途中で解官の上、流罪に処された。
夏井が讃岐守の任期を終えて20余年後に、菅原道真が讃岐守として現地に赴任した際、讃岐国の百姓は紀夏井の善政を忘却しておらず、道真は夏井と何かと比較され国政運営で難渋したという。

## 経歴
『六国史』による。
- 嘉祥3年（850年） 7月：少内記
- 仁寿4年（854年） 1月：六位蔵人。日付不明：兼美濃少掾。日付不明：辞美濃少掾（兄・大枝に譲る）
- 時期不詳：正六位上
- 斉衡2年（855年） 日付不詳：大内記。9月27日：従五位下、右少弁、去蔵人・大内記
- 斉衡4年（857年） 1月7日：従五位上。1月14日：兼播磨介。5月8日：兼式部少輔。6月19日：右中弁、式部少輔・播磨介如元
- 天安2年（858年） 11月25日：讃岐守
- 貞観4年（862年） 日付不詳：讃岐守
- 貞観7年（865年） 1月27日：肥後守
- 貞観8年（866年） 9月22日：配流土佐国（応天門の変連座）

## その他
高知県香南市野市町母代寺には紀夏井の流された土地という伝承があり、同地の亀山で古代瓦が出土したことから紀夏井の邸宅と推定され、「紀夏井邸跡」として高知県指定史跡に指定されている。しかし、その後の付近の調査で瓦・須恵器の登窯・灰捨場が多く見つかったことから、同地は邸宅跡でなく窯跡（亀山窯跡）とされる（「亀山」は「瓶山」の転訛か）。

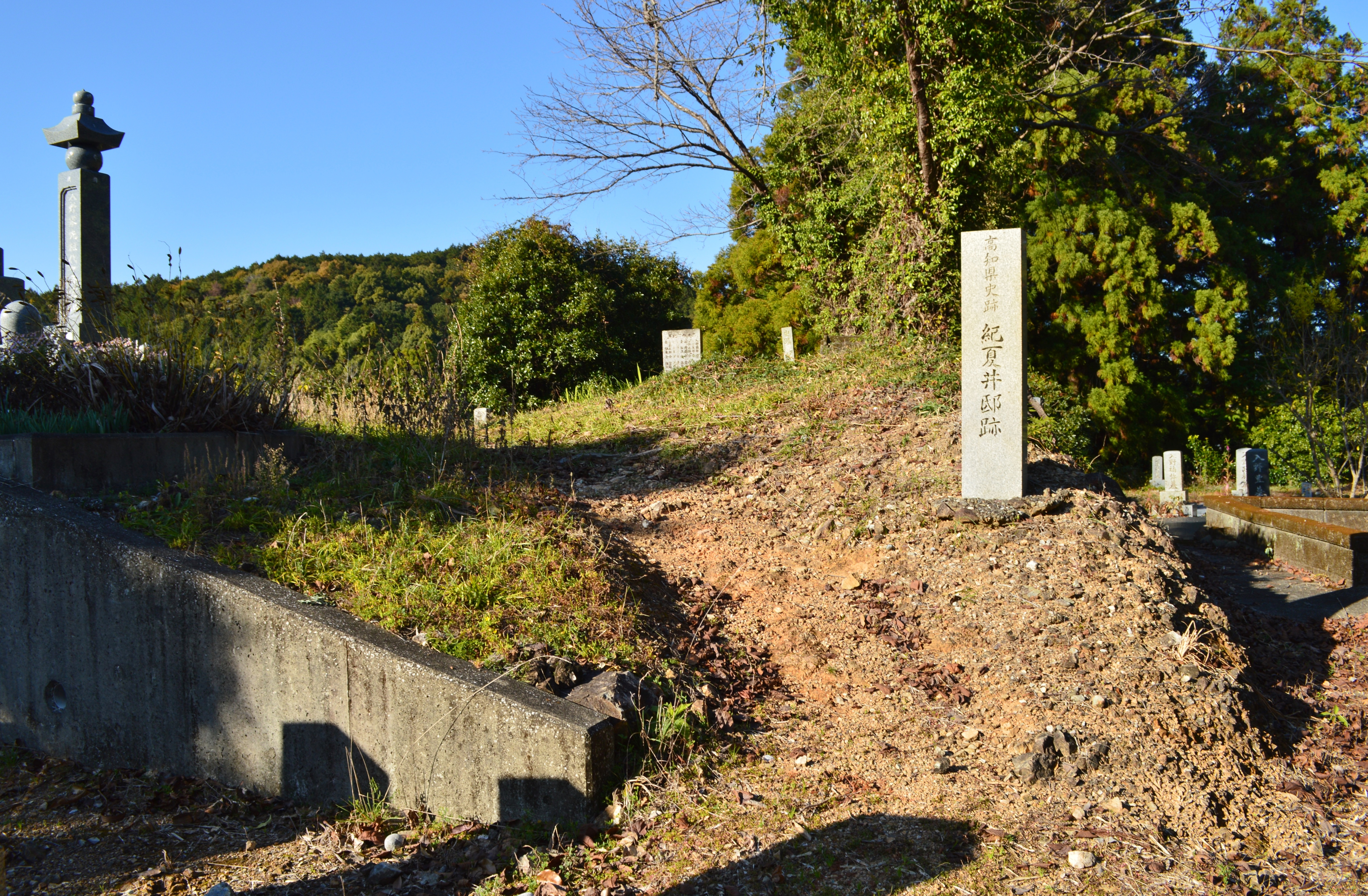
伝紀夏井邸跡（高知県香南市）